# شهرستان ریلسکی
شهرستان ریلسکی (به لاتین: Rylsky District) یک شهرستان در روسیه است که در استان کورسک واقع شده‌است.